# أحمد علي المعطري
أحمد علي المعطري. هو شاعر وملحن ومغني يمني. عُرف بفنان القوات المسلحة. ولد عام 1948م في قرية ضراس في محافظة إب. بدأ دراسته في قريته، وتعلم فنون الخط العربي وعلوم القرآن والحساب. كان يميل إلى سماع الغناء في سن مبكرة، وفي أواخر الستينيات بدأت إذاعة صنعاء تقدمه في برامجها. ذاع صيته بعد أغنية (يا صباح الجمال) من تأليفه وتلحينه وغناءه. وفي 1970 بدأ في تقديم الحفلات الفنية. وفي 1975 سافر إلى الكويت بطلب من الجالية اليمنية هناك لإحياء الأسبوع الفني اليمني. وفي عام 1981 مثل بلاده إلى جانب الفنان أيوب طارش في مهرجان الأغنية القومية والسياسية في العاصمة الجزائر.

## أعماله
من أشهر قصائده المغناة.
| القصيدة             | الملحن                | المغني           |
| ------------------- | --------------------- | ---------------- |
| حيوا الجنود الفوارس | أحمد علي المعطري      | أحمد علي المعطري |
| الوداع يا حبيبي     | محمد عبد الله العديني | أحمد علي المعطري |
| يا صباح الجمال      | أحمد علي المعطري      | أحمد علي المعطري |
| ورد نيسان           | أحمد علي المعطري      | أحمد علي المعطري |